# 威廉姆斯 (印地安納州亞當斯縣)
威廉姆斯（英語：Williams）是位於美國印地安納州亞當斯縣的一個非建制地區。該地的面積和人口皆未知。

## 地理
威廉姆斯的座標為40°55′08″N 84°58′31″W / 40.91889°N 84.97528°W，而該地的平均海拔高度為253米（即830英尺）。